# Ceaikî, Kiev-Sveatoșîn
Ceaikî (în ucraineană Чайки) este un sat în comuna Petropavlivska Borșceahivka din raionul Kiev-Sveatoșîn, regiunea Kiev, Ucraina.

## Demografie
Componența lingvistică a localității Ceaikî
     Ucraineană (99,17%)
     Alte limbi (0,83%)
Conform recensământului din 2001, majoritatea populației localității Ceaikî era vorbitoare de ucraineană (99,17%), existând în minoritate și vorbitori de alte limbi.